# Machimus ermineus
Machimus ermineus är en tvåvingeart som beskrevs av Becker 1907. Machimus ermineus ingår i släktet Machimus och familjen rovflugor. Inga underarter finns listade i Catalogue of Life.